# Constantin Lücke

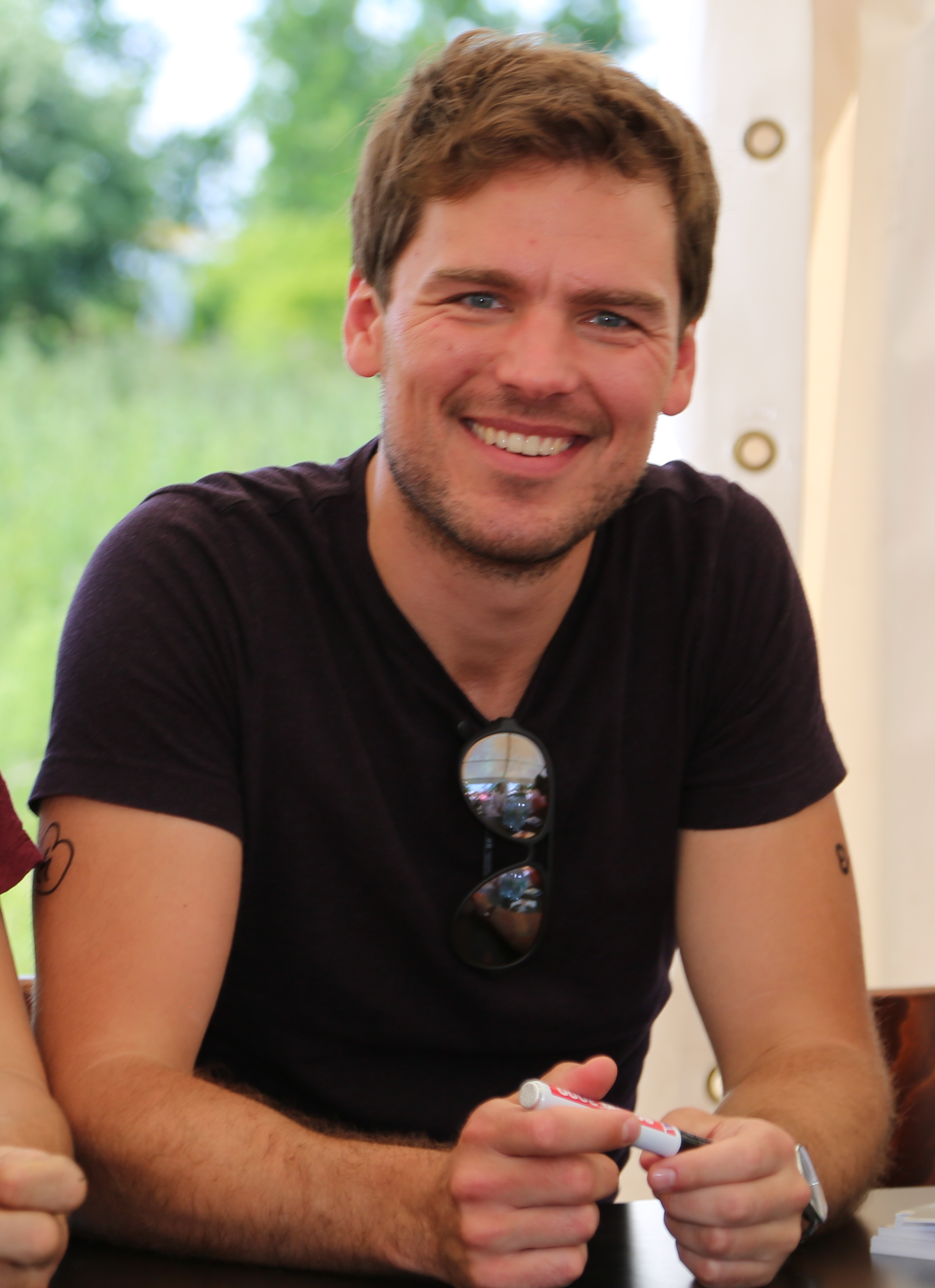
Constantin Lücke, 2017

Constantin Lücke (* 15. August 1979 in Velbert) ist ein deutscher Schauspieler und Synchronsprecher.

## Leben
Constantin Lücke stammt aus Velbert, wo er mit zwei älteren Brüdern aufwuchs. Nach dem Abitur am Nikolas-Ehlen-Gymnasium verbrachte er einige Zeit in North Devon und arbeitete dort als Schäfer. Von 2001 bis 2005 absolvierte er seine Schauspielausbildung an der Hochschule für Musik und Theater Hannover. Während des Studiums hatte er Gastengagements am Altonaer Theater und bei den Ludwigsburger Schlossfestspielen.
Nach seinem Schauspiel-Diplom trat Constantin Lücke in der Spielzeit 2005/06 sein erstes Festengagement am Staatstheater Nürnberg an. Dort war er u. a. als Adam in Das Maß der Dinge (Regie: Tina Geißinger), als Lysander in Ein Sommernachtstraum (Regie: Cornelia Crombholz) und, unter der Regie von Georg Schmiedleitner, als Simon in der deutschsprachigen Erstaufführung des Theaterstücks Verbrennungen von Wajdi Mouawad zu sehen. Mit dem Stück gewann er zusammen mit dem Ensemble den Bayerischen Theaterpreis 2007.
2010 stand Lücke zusammen mit dem Kabarettisten Thomas Freitag in dem Zwei-Personen-Stück Der Priestermacher (Regie: Helmuth Fuschl) in der Komödie Düsseldorf in 150 Vorstellungen auf der Bühne und ging damit anschließend im deutschsprachigen Raum auf Tournee. 2010 übernahm er außerdem die Rolle des Sesto in der Opernproduktion Titus des Klassik-Echo-Preisträgers Christoph Hagel im Bode-Museum in Berlin. Im selben Jahr verkörperte er neben Walter Plathe als Professor Unrat die Rolle des frechen Schülers Lohmann in Der blaue Engel (Regie: Klaus Gendries) im Theater am Kurfürstendamm in Berlin. 
In der Spielzeit 2011/12 wechselte er als festes Ensemble-Mitglied an das Schauspielhaus Chemnitz, wo er bis 2016 blieb. Dort war er u. a. als singender Romeo in dem Beatles-Musical Romeo und Julia auf der Abbey Road (Regie: Carsten Knödler), als Harold in Harold und Maude (Regie: Christian Brey) und als Nick in Wer hat Angst vor Virginia Woolf? (Regie: Carsten Knödler) zu sehen. 2022 stand Lücke neben Meret Becker (Medea) und Barbara Krabbe (Hofmeisterin) als Jason in dem einaktigen Melodram Medea von Georg Anton Benda im Konzerthaus Berlin auf der Bühne (Dirigat: Iván Fischer).
Seit 2007 steht Constantin Lücke vermehrt auch für Film- und Fernsehproduktionen vor der Kamera, unter anderem für die Kinofilme En Mai, fais ce qu'il te plait (2014, Regie: Christian Carion) und Fucking Berlin (2016, Regie: Florian Gottschick). 
2013/2014 spielte er in der ZDF-Serie Dr. Klein in einer wiederkehrenden Gastrolle den drogenabhängigen Till Haller. In der 13. und 14. Staffel der ARD-Telenovela Rote Rosen (2016–2017) übernahm Constantin Lücke die Hauptrolle des Hotelierssohns und Empfangschefs Patrick Mielitzer. 2017 spielte er eine Hauptrolle in der ZDF-Reihe Inga Lindström. Er stand in den folgenden Jahren für verschiedene Fernsehformate vor der Kamera, u. a. für Die Bergretter, Der Bergdoktor, SOKO München, Notruf Hafenkante und In aller Freundschaft.
Von Herbst 2020 bis zum Sommer 2022 war Constantin Lücke bei Unter uns als Till Weigel zu sehen. Seit der 9. Staffel (2023) spielt Constantin Lücke die Rolle des Stationsarztes Dr. Julius Walden in der ZDF-Serie Bettys Diagnose.
Constantin Lücke ist auch als Sprecher für Hörfunk, Werbung und Synchronisationen tätig. Er sprach unter anderem die Rolle des Nicolas of Waringham in der Waringham-Saga der Autorin Rebecca Gablé. 
Im Februar 2021 war Lücke Teil der Initiative #ActOut im SZ-Magazin, zusammen mit 184 anderen lesbischen, schwulen, bisexuellen, queeren, intergeschlechtlichen und transgender Personen aus dem Bereich der darstellenden Künste. Lücke ist seit 2020 verheiratet.

## Filmografie
- 2007: Nichts geht mehr
- 2008, 2013: Verbotene Liebe (Telenovela, 3 Folgen)
- 2009: Act Natural (Kino)
- 2009: Hunt
- 2010: Alles was zählt
- 2010: Lasko – Die Faust Gottes (Fernsehserie, Folge 2x08)
- 2010: Royseven: We should be Lovers (Musikvideo)
- 2012: Gib mir nur ein Jahr
- 2014–2015: Dr. Klein (Fernsehserie, 1x09–1x11, 2x05)
- 2014: Ein Abend Ewigkeit
- 2014: En Mai, fais ce qu'il te plait (Kino)
- 2016: SOKO Wismar (Fernsehserie, Folge 13x16)
- 2015: SOKO Stuttgart (Fernsehserie, Folge 7x15)
- 2016: Akte Ex (Fernsehserie, Folge Zieht euch aus!)
- 2016: Binny und der Geist (Fernsehserie, Folge Nachts beim Minigiolf)
- 2016: Fucking Berlin (Kino)
- 2016–2017: Rote Rosen (Telenovela)
- 2018: Inga Lindström – Vom Festhalten und Loslassen (Fernsehreihe)
- 2018: Die Bergretter (Fernsehserie, Folge Das Glück ist ein Schmetterling)
- 2019: Der Bergdoktor (Fernsehserie, Folge Zeitenwende)
- 2019: In aller Freundschaft (Fernsehserie, Folge Wer bin ich? )
- 2019: SOKO München (Fernsehserie, Folge Machtverhältnisse)
- 2020: Familie Dr. Kleist (Fernsehserie, Folge Liebesspiel)
- 2020–2022: Unter uns (Fernsehserie)
- seit 2023: Bettys Diagnose (Fernsehserie)

## Theater (Auswahl)
- 2005: Die Räuber (Razmann), Regie: Thilo Voggenreiter, Ludwigsburger Schlossfestspiele
- 2005: Hamlet (Laertes), Regie: Axel Schneider, Altonaer Theater
- 2005–2008: Staatstheater Nürnberg (Ensemblemitglied)
- 2005: Die Räuber (Schufterle), Regie: Georg Schmiedleitner
- 2005: Das Maß der Dinge (Adam), Regie: Tina Geißinger
- 2006/07: Männer (Sohn), Regie: Stefanie Mohr
- 2006/07: Verbrennungen (Simon), Regie: Georg Schmiedleitner
- 2006: Die Brüder B. (Ivan), Regie: Kay Neumann
- 2006/07: Professor Bernhardi (Dr. Kurt Pflugfelder), Regie: Stefan Otteni
- 2006: Ein Tag im Leben des Frank Coin (Bob Torbett), Regie: Klaus Kusenberg
- 2007: Der Kick (Marcel Marco Mathias), Regie: Kay Neumann
- 2007/08: Die Dreigroschenoper (Hakenfingerjakob), Regie: Andreas Nathusius
- 2007/08: Der Revisor (Mischka), Regie: Cornelia Crombholz
- 2008: Die fetten Jahre sind vorbei (Peter), Regie: Alexander May
- 2008: Pornographie (Bruder), Regie: Enrico Lübbe
- 2009: Die Kindermörderin (Gröningseck), Regie: Iwona Jera, Theater Erlangen
- 2010: Der Priestermacher (Seminarist), Regie: Helmuth Fuschl, Komödie Düsseldorf
- 2010: Titus (Sesto), Dirigat: Christoph Hagel, Bode-Museum Berlin
- 2011: Der blaue Engel (Lohmann), Regie: Klaus Gendries, Theater am Kurfürstendamm
- 2011–2016: Schauspielhaus Chemnitz (Ensemblemitglied)
- 2011/12: König Lear (Edgar), Regie: Enrico Lübbe
- 2011/12: König Drosselbart (Drosselbart), Regie: Stephan Beer
- 2012/13: Salome (Narraboth), Regie: Claudia Bauer
- 2012/13: Harold und Maude, (Harold), Regie: Christian Brey
- 2012/13: Ödipus, Tyrann (Diener, Priester), Regie: Dieter Boyer
- 2013–2014: Leonce und Lena (Leonce), Regie: Robert Czechowski
- 2013–2015: Wer hat Angst vor Virginia Woolf? (Nick), Regie: Carsten Knödler
- 2013–2016: Romeo & Julia auf der Abbey Road (Romeo), Regie: Carsten Knödler
- 2014/15: Hamlet (Rosenkrantz), Regie: Bogdan Koca
- 2017/18: Die Asyl-Monologe (Felleke), Regie: Michael Ruf, Bühne für Menschenrechte
- 2019: Der Reisende (Rezitator), Regie: Peter Graf, Literaturhaus Berlin
- 2022: Medea (Jason), Dirigat: Iván Fischer, Konzerthaus Berlin
- 2022–2024: Die Klima Monologe (Daniyal), Regie: Michael Ruf, Bühne für Menschenrechte
- 2024: Die Mittelmeer-Monologe (Joe), Regie: Michael Ruf, Bühne für Menschenrechte